# Hecyromorpha
Hecyromorpha is een kevergeslacht uit de familie van de boktorren (Cerambycidae). De wetenschappelijke naam van het geslacht werd voor het eerst geldig gepubliceerd in 1942 door Breuning.

## Soorten
Hecyromorpha is monotypisch en omvat slechts de volgende soort:
- Hecyromorpha plagicollis (Gahan, 1904)